# 七曲署捜査一係
『七曲署捜査一係』（ななまがりしょそうさいちがかり）は日本テレビ系列で放送されたスペシャルドラマ。刑事ドラマシリーズ『太陽にほえろ!』の復活版の2時間ドラマスペシャルとして、1997年から1999年に3作品が制作・放送された。太陽にほえろ!七曲署捜査一係とも呼ばれる。
『太陽にほえろ!』『太陽にほえろ!PART2』と世界観を共有し、オリジナル版と同様に東京の警視庁管内（新宿区）にある七曲警察署の捜査第一係を主な舞台とする。
2001年に同様のスタイルで制作・放送された『太陽にほえろ!2001』もこの項に記す。以下、便宜上、各作品を97,98,99,01の略号で表す。

## キャスト

### 七曲署捜査一係刑事・内勤員
山岡英介（ボス）
演 - 舘ひろし（97,98,99,01）
係長・警部。1997年時は47歳。かつてボスと呼ばれた藤堂俊介の後輩。同期には本庁捜査二課の課長がいる（99から）。
97ではヘリコプターに乗ってのライフル射撃のシーンがあったが、98&99では、ライフル射撃のポジションを香川に譲っていた。また、98では犯人に左腕を撃たれ負傷した。
藤堂を尊敬しているが故に、自らが「ボス」と呼ばれることを好まない。ただし、01では「ボス」と呼ばれている。また、藤堂から譲り受けたカレッジリングを形見として片時も手放さない。

#### 七曲署捜査一係（97〜99シリーズ）
島田涼子（オネエ）
演 - 多岐川裕美（97,98,99）
警部補。1997年時は44歳。離婚歴があり一女を抱えるシングルマザー。射撃のスペシャリストだが、実戦においても競技用のスタイルにこだわる癖がある。車の運転が荒っぽいと青井に指摘されている。
松井陽平（ダンク）
演 - 浜田学（97,98,99）
巡査長。1997年時は24歳。バスケットボールを得意とするのがニックネームの由来。自ら「ダンクと呼んでください」と宣言。彼のネット上でのハンドルネームでもあるのが時代を反映している。97では新人刑事だったが、98では香川とコンビを組む。
菅原徹（カンさん）
演 - 小西博之（97,98,99）
警部補。1997年時は38歳。青井とコンビを組むことが多い。健康志向でタバコは吸わない。
青井宗吉（アオイ）
演 - 中村繁之（97,98,99）
巡査部長。1997年時は28歳。携帯電話で女性と連絡をとりあうシーンが描かれ、時代の流れを象徴していた。菅原とコンビを組むことが多い。喫煙者。
大高道夫（デカ長）
演 - 石橋蓮司（97）
警部補。55歳。世話を焼いていた非行少年が暴力団の一員であることを密かに悩んでいたが、97の事件で彼との関係に転機が訪れる。
香川達也（カガワ）
演 - 吉田栄作（98,99）
巡査部長。特殊急襲部隊出身で、犯人を射殺した過去からPTSDで銃が撃てなくなり、引き取り手のない状態だった彼を山岡が七曲署へと引っ張ってきた。その後、転属直後の事件を犯人への狙撃によって解決する事でトラウマも克服する。99では薫の教育係となる。
滝澤幸一郎
演 - 斎藤晴彦（98）
内勤員（事務職）。98年版のみ捜査一係に男性の内勤員が配置されている設定。
岩井薫（カオル）
演 - 押尾学（99）
巡査。99年版での新人刑事。後先を考えない無鉄砲さが身上だが、それゆえに香川に鉄拳をくらう一幕も。
野崎太郎（長さん）
演 - 下川辰平（97,99）
『太陽にほえろ!』にも登場したキャラクター。警察官を定年退職後は民生委員、保護司として活動しており、時折七曲署に出向くこともある。そのため山岡をはじめとする現在の一係メンバーとも顔見知りである。

#### 太陽にほえろ!2001
係長の山岡以外、全て入れ替わった。本作ではニックネームが付いていない者が多い。
松浦淳（ジュン）
演 - 金子賢
巡査。新人刑事。25歳。ジーパン刑事に強い憧れを持っており、彼の部屋にはジーパン刑事のポスター(?)が飾られている。
旧作からの一連のシリーズにおいて断続的に受け継がれてきた「ジュン」と名の付く新人刑事としては最後の人物。
浅川真美
演 - 大路恵美
巡査。新人刑事。26歳。松浦に想いを寄せている。
北原裕
演 - 宮下裕治
巡査。25歳。
浜村順次
演 - 浪花勇二
巡査。28歳。
川辺義男
演 - 工藤俊作
巡査。36歳。
柴崎修造（長さん）
演 - 黒鉄ヒロシ
巡査部長。56歳。絵心があり、いわゆる“似顔絵捜査”を得意とする。巨人（当時）・松井秀喜選手の大ファンで、私物の手帳には彼のブロマイドを入れている。
オリジナルの「長さん」である野崎に次ぐ2代目「長さん」であり、由来も野崎と同様に階級である巡査部長に因む。
内田伸子（シンコ）
演 - 高橋惠子
『太陽にほえろ!』にも登場したキャラクター。警察官に復職して、七曲署鑑識課員で登場。

## 放送日程
| タイトル          | 脚本            | その他のキャスト |
| ----------------- | --------------- | --- |
| 七曲署捜査一係    | 古内一成 長野洋 | 日下直明:江守徹、矢部達也:正木慎也、木村栄、清水昭博、上田耕一、志萱一馬、中丸新将、福田豊土 、窪園純一、田村美保 、瀬木一将、島村日出人、加賀谷圭 |
| 七曲署捜査一係'98 | 柏原寛司        | 浜崎:須藤正裕／墨田:池田政典 森山:浜田晃／井上高志、情報屋:斉藤暁 奥村公延、磯村憲司／太田詩音 豊嶋稔、津村和幸／田中優樹 青木英樹／下山栄、川倉正一 高橋美穂、城野みさ／菅沼美恵子、米田美根 小林滋央、古山憲太郎／大島つかさ、ヨコスカ潮也 クロキプロ、東京宝映丨劇団東俳、放映プロジェクト 菊地久子（弁護士）:天海祐希 |
| 七曲署捜査一係'99 | 柏原寛司        | 広野誠（仮釈放された男。かつて山岡に逮捕され、仮釈放時の身元保証人は保護司の野崎であった。）:山口粧太／小宮山正（警視庁捜査二課・課長）:篠塚勝 清水靖:藤田哲也＼大竹亘:遠藤憲一 園田正樹:新田純一／伊藤高、深江卓次 大島蓉子／鈴木由香、井上智之 古川九一、大甕晋＼平尾仁、豊嶋稔 広田芳直、村井ゆき／クロキプロダクション、稲川素子事務所 園田（平井）恵美（広野のかつての恋人）:藤谷美和子                                                     |
| 太陽にほえろ!2001 | 山田耕大        | 長谷川正一:河相我聞 井上博一／きくち英一、伊藤紘 遠藤明子、高木雅子＼服部妙子 守田比呂也／下元史朗、野村恵理子 大島つかさ、菊地幸代＼武川修三、藤原壱吏 田崎敏路／成田恵、田口主将 新井誠明、小貫和彦＼森聖二、岩田清 渡辺郁也／モハメッド・ラシッド、カマレシュ・ロイ 羽柴誠、青島季未＼武発史郎、徳山盛男 里見まや、橋川剛／森山晋、松島圭二朗 崎山勇、伊藤さと＼園部貴一、飯島壮 古賀プロダクション、セントラル子供劇団丨すやまプロ、舞夢プロ |

## スタッフ
- 制作：伊藤和明（98,99,01／日本テレビ）
- 企画：岡田晋吉（全作／中京テレビ）、梅浦洋一（全作／東宝）
- プロデューサー：門屋大輔（97／日本テレビ）、大塚恭司（98,99,01／日本テレビ）、瀬古隆司（97,98,99／中京テレビ）、山中浩一（01／中京テレビ）
- 監督：村田忍（全作）
- 脚本：古内一成&長野洋（97）、柏原寛司（98,99）、山田耕大（01）
- 撮影：内田清美（全作）
- 音楽：大野克夫（全作）
- 音楽監督：鈴木清司（98,99,01）
- 音楽プロデューサー：堀尾裕樹（98／ポリドール）
- 音楽協力：日本テレビ音楽、ポリドール・レコード（全作）
- 選曲：山川繁（97）
- カースタント:スーパードライバーズ（97）、カースタントTA・KA（98）、アクティブ21（99,01）
- ガンエフェクト:ブロンコ（97）、BIGSHOT（98,99,01）
- 現像・テレシネ:東京現像所（全作）
- ビデオ編集・MA:映広（全作）
- 制作協力:東京映画新社（全作）、東宝（97,98,99）
- 企画制作：日本テレビ、中京テレビ、VAP
- 製作著作：日本テレビ（全作）、中京テレビ（全作）、東宝（01）

## 制作
『太陽にほえろ!』本放送時のチーフプロデューサーであった岡田晋吉は日本テレビから中京テレビへ異動し、同局の取締役を務めていた。会社の経営が落ち着くと、現場でのドラマ制作に再度戻りたいと考え、古巣である日本テレビとの交渉の末に『金曜ロードショー』の枠で放送する契約を得た。岡田自身が関わった『太陽にほえろ!』の新作が視聴率面でも有利であり、放送開始25周年、終了10周年の節目からも最適だろうと岡田は考え、日本テレビと合意。ただしタイトルに関しては、『太陽にほえろ!』の主役は石原裕次郎以外には考えられないという思いから、思案の末に旧作の舞台であった「七曲署」を題名に据える事となった。
劇伴音楽は大野克夫が旧作から続投。本作のために再録音が行われ、旧作の楽曲および新曲も含めて、大野克夫バンドの演奏と、ミュージックシーケンサーによる打ち込みアレンジが使い分けられている。旧作の楽曲は極力オリジナルと同じアレンジで演奏されている。

### キャスティング
第1作目の制作が決まるに当たって、石原裕次郎に代わって誰をボス役にするか問題になったが、岡田は舘ひろしを推挙した。理由は石原プロの一員として裕次郎存命のころから可愛がられており、年齢的にも『あぶない刑事』の若いアクションスターから「受けの芝居」ができる大人の役者になる時期だと考えたからである。これに対して舘は「まだ若すぎる」と固辞したが、裕次郎がボス役を演じた37歳の年齢を舘はすでに超えており、舘と同様に「画面の中で暴れていたい」と固辞した裕次郎も、最終的に引き受けてくれたことを理由に説得した。こうして、舘ひろし演ずるボスの山岡係長は4作品を通じて登場している。
また旧作のレギュラーを登場させるかも問題となった。旧作終了時に存命であったキャラクターは登場可能であり、かつての出演者に声をかければ喜んで出演してくれるだろうと岡田は考えたが、出演依頼をする人としない人で不公平になることを懸念したことから、代表として第1話から登場していた長さん（野崎太郎）役の下川辰平に出演してもらうことになった。
新人刑事には旧作の新人刑事を担当した松田優作、宮内淳、渡辺徹が所属していた文学座の俳優が活躍すると考え、浜田学を起用した。その他のキャストも旧作を参考にして、露口茂役を石橋蓮司、竜雷太の役を小西博之、小野寺昭の役を中村繁之、関根惠子の役を多岐川裕美とした。
98では沖雅也を起用した時のことを考え、犯人を射殺したことがトラウマとなっている元警視庁特殊急襲部隊役として吉田栄作を起用した。また1作目では女性が少ないことが批判されたため、当初の脚本では男だった犯人役を女に変えて、天海祐希を起用した。なお天海は起用が決まった際、刑事役だと思って落胆したが、母親と二人で旧作のファンだったことから出演を快諾した。
99では新人刑事として、松田が演じたジーパン刑事が留置場から登場したことに倣って、押尾学を起用し、交番で𠮟られている場面から始まった。また容疑者の恋人役として藤谷美和子を起用した。
01では新人刑事として、金子賢を起用し、役名を松浦淳としたが、これは旧作の萩原健一が演じた早見淳の名前から拝借されたものである。
こうして本シリーズのキャストの多くは旧作の設定を参考にしている。また例えば97の冒頭に登場する野崎は「10年前（1987年）まで一係の刑事」と紹介されており、旧作PART2の設定が活かされている。一方、山岡は藤堂の後任という設定になっており、さらに藤堂は山岡のセリフによると「生涯、所轄のいち係長を貫き通した」とあり、ここではPART2の設定を考慮していなかったことになっている。
なお『太陽にほえろ!』のゴリさんこと、石塚刑事を演じた竜雷太が本作の撮影現場を見学し、ダンクこと松井陽平刑事役の浜田学に拳銃の撃ち方などの演技指導を行った。その際、竜は「僕もまた『太陽にほえろ!』に出たい」と言っていたという。

### 劇中の自動車
ドラマに登場する覆面車は97では旧作と同じくトヨタ車であったが、98以降は金曜ロードショーの番組スポンサーであったマツダ車に全て入れ替わった。また01では、劇用車の車両提供の担当を「太陽にほえろ!」のファンであった悪役商会の柿辰丸が携わった。

## 放送日程
1997年から2001年の間に、年に1回、日本テレビ系『金曜ロードショー』の「金曜特別ロードショー」の枠で2時間ドラマスペシャルが制作・放映された。
- 1997年7月18日 - 七曲署捜査一係（'97）視聴率 20.0%[5]
- 1998年10月30日 - 七曲署捜査一係'98　視聴率 22.6%[5]
- 1999年11月26日 - 七曲署捜査一係'99　視聴率 16.5%[6]
- 2001年11月30日 - 太陽にほえろ!2001
  - 放送途中で緊急報道番組（皇太子妃の出産に備えた入院[8][9]）に切り替えられたため中止となった。その直前の1分刻みの視聴率は18%で、中止されるまで57分間の平均視聴率は14.6%だった[10]。
  - 2002年2月8日に改めて放映された。視聴率は11.7%だった[11]。

## 評価
1作目のオープニングで主題歌が流れると、日本テレビに視聴者から「感動した」と電話で感想が寄せられたという。視聴率も好調だったことから、98、99と回を重ねたが、99で視聴率が20%を下回ったことに対して岡田晋吉は「少し天狗になっていたのかもしれない」「恥をかいた」と述べている。そのため2000年は『太陽にほえろ!』の設定から離れて、舘ひろし主演の単独作品である刑事ドラマ『刑事』を制作したが、こちらも視聴率的には振るわなかった。
2作続けて視聴率が振るわなかったため、シリーズを成功させるには『太陽にほえろ!』の題名を使うしかないと岡田は考えた。2001年に岡田は定年退職しフリーのプロデューサーとなったため、自由に制作活動ができると考え、01の制作には力を入れた。放送時は1分おきの視聴率が18%を超え、このまま放送が続けば20%を超えると思われていたところ、緊急報道番組によって放送は中止となった。この事態に岡田は憤慨し、その後帰宅するまで何をしたか覚えていないほどだったという。
そして01の仕切り直し放送時の視聴率が11.7%だったことに関して、岡田は、旧作は脚本の小川英、メイン監督の竹林進と3人で作ったものであり、特に小川抜きでは『太陽にほえろ!』を作れないことを実感した。周囲からは本放送時は不慮の事情であることから仕方がないと慰めの言葉を受けたが、いかなる事情であっても旧作で11.7%という低い数字が出ることはなく、岡田は自身の力のなさも実感し、過去の栄光にすがって番組を作る考え方自体が間違っていたと自戒した。岡田はもし01が成功していたら、もう一度連続ドラマとすることを考えていたが、この低視聴率により、「太陽にほえろ!シリーズ」を終了させることに決めた。

## 関連商品
- 音楽
  - 『七曲署捜査一係 オリジナルサウンドトラック』 - 1997年7月18日にポリグラムより発売されたCD
  - 『七曲署捜査一係'98 オリジナルサウンドトラック』 - 1998年11月6日にポリグラムより発売されたCD。ゲストとして伊東たけし、王様、THE YELLOW MONKEYの菊地英昭、爆風スランプのパッパラー河合が参加した。
- 映像 
  - 『七曲署捜査一係』 - VAPより発売されたVHS
  - 『七曲署捜査一係'98』 - 1999年11月21日にVAPより発売されたVHS
  - 『七曲署捜査一係'99』 - 1999年12月22日にVAPより発売されたVHS
  - 『太陽にほえろ！2001』 - 2002年2月21日にVAPより発売されたDVD[14]